# Droga wojewódzka nr 204
Droga wojewódzka nr 204 (DW204) – droga wojewódzka ciągnąca się w całości przez teren miasta Solec Kujawski w powiecie bydgoskim w woj. kujawsko-pomorskim. Jej długość wynosi 0,6 km, natomiast jej powierzchnia - 4 300 m2.

## Przebieg trasy
DW204 rozpoczyna swój bieg na skrzyżowaniu z DW249 (ul. Leśną). Jest ona najkrótszą drogą tego typu na terenie całej gminy. Biegnie wzdłuż ul. Garbary, torów i rampy kolejowej (pomostu do ładowania i wyładowywania wagonów kolejowych). Niedaleko znajduje się budynek stacji kolejowej (ok. 50 m). DW204 kończy się za przejazdem kolejowo-drogowym, łącząc się na skrzyżowaniu z ul. Sportową. W pobliżu mieści się hala sportowa Ośrodka Sportu i Rekreacji (OSiR) oraz Park Wodny Wisła.
DW204 jest częścią szlaku dla samochodów o masie całkowitej przekraczającej 2,5 tony. Szlak ten biegnie od skrzyżowania DK10 i ulicy Powstańców. DW204 łączy tę ulicę z dalszą częścią szlaku – ulicą Sportową. Wzdłuż drogi praktycznie nie znajdują się żadne zabudowania mieszkalne – najbliżej położone są bloki mieszkalne przy ulicy Dworcowej (na północ od ul. Garbary) oraz zabudowa jednorodzinna ulicy Leśnej.

## Miejscowości leżące przy trasie DW204
- Solec Kujawski